# Acer aequidentatum
Acer aequidentatum é uma espécie de árvore do gênero Acer, pertencente à família Aceraceae.